# Ghedi
Ghedi (lombardul: Ghét) település Olaszországban, Lombardia régióban, Brescia megyében. Lakosainak száma 18 497 fő (2023. január 1.). Ghedi Bagnolo Mella, Borgosatollo, Castenedolo, Isorella, Leno, Montichiari, Calvisano, Gottolengo és Montirone községekkel határos.

## Népesség
A település lakossága az elmúlt években az alábbi módon változott:
| Lakosok száma | 18 905 | 18 828 | 18 719 | 18 497 |
|               | 2015   | 2017   | 2018   | 2023   |